# Jasdan
Jasdan (en guyaratí: જસદણ ) es una ciudad de la India en el distrito de Rajkot, estado de Guyarat.

## Geografía
Se encuentra a una altitud de 200 m s. n. m. a 251 km de la capital estatal, Gandhinagar, en la zona horaria UTC +5:30.

## Demografía
Según estimación 2011 contaba con una población de 50 589 habitantes.